# Benito Sanz y Forés

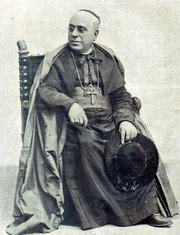
Benito Sanz y Fores als Bischof von Oviedo

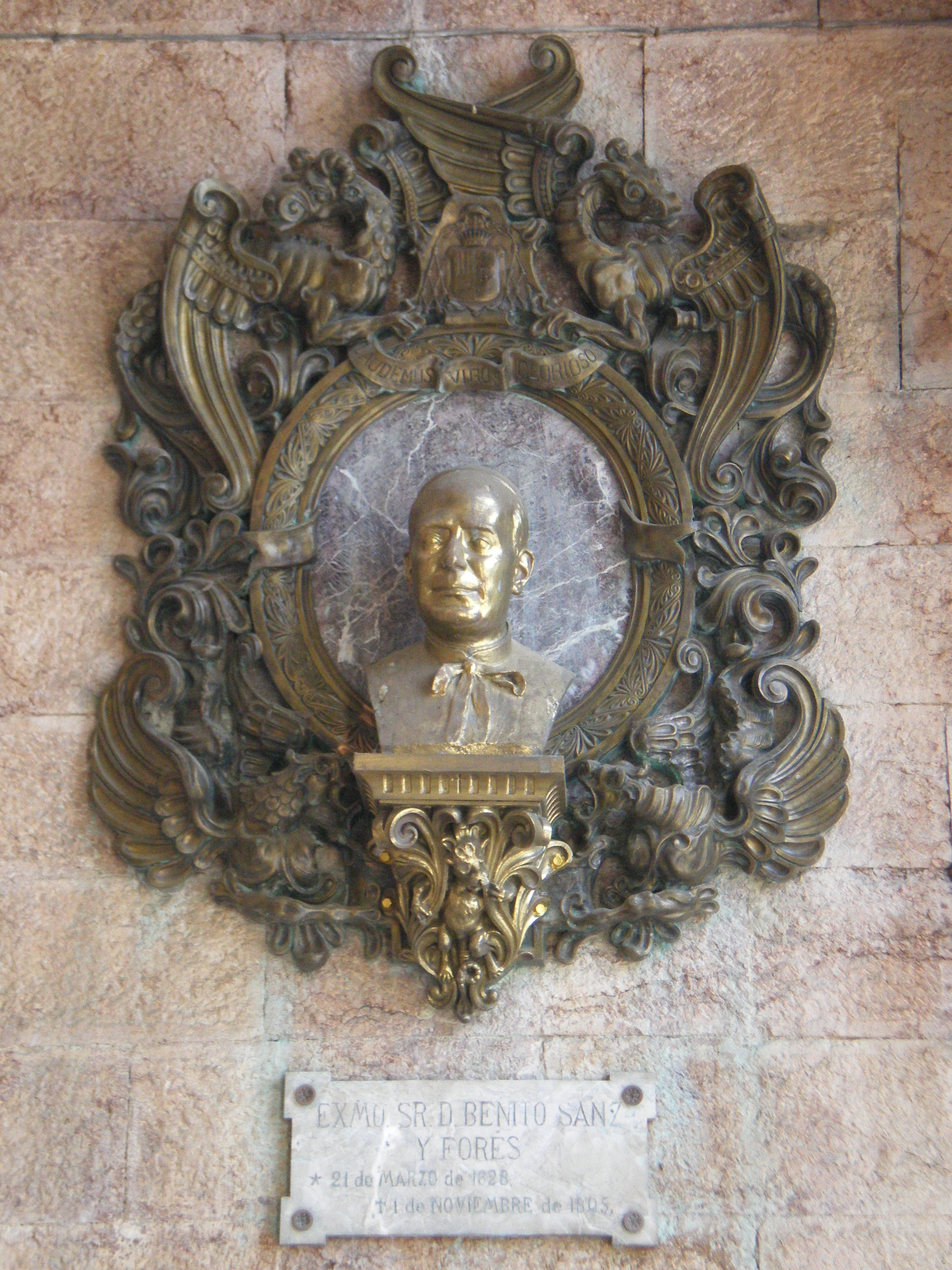
Büste von Benito Sanz y Forés in Covadonga.

Benito Sanz y Fores (* 21. März 1828 in Gandia; † 1. November 1895 in Madrid) war ein spanischer Kardinal und Bischof.

## Leben
Benito Sanz y Fores wurde am 21. März 1828 in Gandia geboren. Er studierte Philosophie und Rechtswissenschaft an der Universität Valencia, wo er 1848 einen Bachelorabschluss in Rechtswissenschaften erlangte. Er setzte sein Studium am Priesterseminar in Valencia, wo er 1853 im Kanonischen Recht und 1857 in Theologie promovierte.
Er wurde am 27. März 1852 in Valencia zum Priester geweiht. Er lehrte von 1851 bis 1857 als Professor Kanonisches Recht in seinem Seminar. Er war auch Generalvikar des Erzbistums von Valencia. Er arbeitete als Abbreviator in der Nuntiatur in Spanien und als Prüfer der Heiligen Rota in Madrid und predigte 1864 am spanischen Königshof.
Er wurde am 22. Juni 1868 zum Bischof von Oviedo ernannt. Der Nuntius in Spanien Alessandro Franchi weihte ihn am 8. November desselben Jahres zum Bischof; Mitkonsekratoren waren Tomás Iglesias Bárcones, Bischof von Mondoñedo, und Francisco de Sales Crespo y Bautista, Weihbischof in Toledo. Er nahm 1869/70 in Rom als Konzilsvater am Ersten Vatikanischen Konzil teil. Am 18. November 1881 berief Leo XIII. ihn zum Erzbischof von Valladolid und am 30. Dezember 1889 zum Erzbischof von Sevilla.
Papst Leo XIII. nahm ihn im Konsistorium vom 16. Januar 1893 als Kardinalpriester ins Kardinalskollegium auf. Am 15. Juni 1893 wurde ihm in Rom der Kardinalshut überreicht und die römische Titelkirche von Sant’Eusebio übertragen.
Kardinal Sanz y Fores starb im Alter von 67 Jahren am 1. November 1895 in Madrid und ist in der Kathedrale des Erzbistums Sevilla Santa María de la Sede begraben.